# Gènere (filosofia)
El gènere segons la lògica d'Aristòtil és una de les maneres de dividir els objectes i éssers, en gèneres i espècies, essent el gènere el que aglutinava les característiques comunes de les coses classificades. Per exemple, dins del gènere "mobles" existeix l'espècie "cadira" però també "armari" o d'altres. El gènere equival en el pla de l'ontologia a l'hiperònim lèxic, al terme general o universal. El gènere és la primera part de qualsevol definició, ja que caracteritza l'assumpte des del punt de vista de l'essència, responent a la pregunta bàsica "què és això".